# Ruhrstahl-Heraeus-Verfahren

Schema des RH-OB-Verfahrens

Das Ruhrstahl-Heraeus-Verfahren (RH-Verfahren) ist ein Verfahren der Sekundärmetallurgie, bei dem flüssiges Metall – insbesondere Stahl – einer Vakuumbehandlung zum Entgasen unterzogen wird. Nebenbei kann die Schmelze auch entkohlt werden. Es ist nach den beiden Firmen benannt, die das Verfahren Ende der 1950er-Jahre entwickelt haben: Ruhrstahl und Heraeus.

## Funktionsweise
Eine Teilmenge (ca. 25 %) des flüssigen Stahls in der Gießpfanne wird in ein Gefäß unter Vakuum angesaugt. Das Gefäß besitzt an der Unterseite zwei Tauchrohre. Diese werden von oben in die in einer Schmelzpfanne befindliche Schmelze eingetaucht, anschließend wird das Gefäß evakuiert. Über beide Kanäle steigt dadurch ein Teil der Schmelze bis in das Gefäß auf. Man spricht daher von einer Teilmengenentgasungsanlage. In den einen Kanal wird dann kontinuierlich Argon oder Stickstoff eingeblasen. Da Stickstoff erheblich billiger zu erwerben ist, wird Argon meist nur dann eingeblasen, wenn die zu behandelnde Charge keinen zusätzlichen Stickstoff enthalten darf. Das bewirkt, dass in diesem Kanal, nach dem Prinzip der Mammutpumpe, der flüssige Stahl in das Vakuumgefäß aufsteigt. Dort wird die Schmelze entkohlt sowie entgast und fließt durch den anderen Kanal zurück in die Schmelzpfanne. Man spricht deswegen vom Vakuumumlaufverfahren.
Ziel dieser Behandlung ist die Erzeugung von Stahl mit größerer Reinheit, insbesondere dem Entzug von Wasserstoff, um die Wasserstoffsprödigkeit herabzusetzen. Die erste RH-Behandlung von Stahl wurde im Stahlwerk der Henrichshütte am 24. Juni 1958 durchgeführt. Später wurde das RH-Verfahren zum RH-OB-Verfahren (RH-Oxygen Blowing) erweitert, bei dem die entgaste Schmelze auch direkt mit aufgeblasenem Sauerstoff entkohlt wird. Das Verfahren lässt sich außer für Stahl auch für andere Metalle wie z. B. Kupfer anwenden.